# Zhang Yihe
Zhang Yihe (em chinês: 章诒和; nascida em 1942) é uma historiadora e escritora chinesa, que teve algumas de suas obras censuradas na China. Também trabalhou para a Academia Nacional de Artes Teatrais Chinesa, e ficou presa por 10 anos, devido a atividades consideradas contrarrevolucionária.

## Biografia
Nasceu em 1942, filha Zhang Bojun (em chinês: 章伯钧), um político e intelectual democrático. Casou-se com Tang Liangyou (em chinês: 唐良友), que veio a falecer em 1979.
Em 1960, entrou para a Academia Nacional de Artes Teatrais da China; porém, em 1963 foi transferida para uma trupe de ópera em Sichuan após ofender Jiang Qing, esposa de Mao Tsé-tung. Durante a Revolução Cultural Chinesa, recebeu uma sentença de 21 anos de prisão, por ser considerada uma contrarrevolucionária, entretanto, ficou detida por 10 anos, saindo em 1978. Em 1979, recebeu autorização para retornar para Pequim, e voltou a estudar na Academia Nacional de Artes Teatrais da China. Se aposentou do teatro em 2001.
Publicou sua primeira obra em 2004, que se tornou um best-seller, chamado The Last Nobles (em chinês: 最后的贵族; em português: Os Últimos Nobres); a obra foi inspirada na vida de intelectuais e políticos importantes na China durante o Movimento Antidireitista. A obra original foi proibida na China; para a publicação no país, o livro precisou ser amplamente editado e recebeu o título The Past is Not Like Smoke (em chinês: 往事并不如烟; em português: O passado não é como fumaça).

## Censura
No ano de 2007, o livro Past Stories of Peking Opera Stars, (em chinês: 伶人往事) de Zhang, que abordava sobre as adversidades que grandes cantores de ópera passaram quando o Partido Comunista chegou ao poder, foi censurado na China e retirado das livrarias, juntamente com livros de outros autores. Mesmo constando na Constituição chinesa a liberdade de expressão, os livros foram censurados pela Administração Geral de Imprensa e Publicações, sob a vice-direção de Wu Shulin, que informou que os livros eram impróprios para publicação, sem maiores explicações. Obras publicadas anteriormente por Zhang, também foram banidas. Os advogados de Zhang tentaram entrar com uma ação administrativa ao Tribunal Superior de Pequim, entretanto, os funcionários do tribunal se recusaram a aceitar o pedido.

## Obras
- 2004 - The Last Nobles (em chinês: 最后的贵族).[1]
- 2005 - A Gust of Wind, Left an Eternal Song.[3]
- 2006 - Recollectios of Actors and Actresses.[3]
- 2010 - Piano Four-Hands (em chinês: 四手联弹).[1]
- 2011 - The Liu Woman (em chinês: 刘氏女).[1]
- 2012 - The Yang Woman (em chinês: 杨氏女).[1]
- 2013 - The Zou Woman (em chinês: 邹氏女).[1]

## Prêmios
- 2004 - International PEN Award.[1]